# Richard Talbot, Spezialfabrik für Elektro-Fahrzeuge
Richard Talbot, Spezialfabrik für Elektro-Fahrzeuge GmbH war ein deutscher Hersteller von Nutzfahrzeugen. Es gab keine Verbindung zu den Automobilherstellern Automobiles Talbot aus Frankreich, Clement Talbot aus England und zur Automarke Talbot des PSA Peugeot-Citroën-Konzerns.

## Unternehmensgeschichte
Die Familie Talbot betrieb in Aachen die Waggonfabrik Talbot. Ein Mitglied der Familie gründete 1937 in Berlin das Unternehmen zur Produktion von Kraftfahrzeugen. Dem Namen des Unternehmens nach zu urteilen war es Richard Talbot. Der Markenname lautete Talbot. Das Werk befand sich auf einem Teil des Geländes in Berlin-Friedrichshagen, das zuvor von den Albatros Flugzeugwerken genutzt wurde. Die präzise Adresse lautete Müggelseedamm 68–70. Das Unternehmen präsentierte seine Fahrzeuge auf zahlreichen Ausstellungen. 1949 wurde das Unternehmen verstaatlicht. Eine Quelle gibt 1946 als das Jahr der Auflösung des Unternehmens an. Eine andere Quelle gibt fälschlicherweise an, dass das Unternehmen nur Ende der 1920er Jahre existierte.

## Fahrzeuge
Es wurden ausschließlich Fahrzeuge mit Elektromotor hergestellt. Bei den meisten Fahrzeugen, aber nicht bei allen, wurde ein handelsübliches Fahrgestell für Benzinmotoren verwendet. Abnehmer dieser Fahrzeuge waren überwiegend Elektrizitätswerke und kommunale Behörden. Eine Besonderheit stellte die vollautomatische Schaltung dar, auf die Talbot ein Patent hielt.
Zunächst entstanden Lieferwagen mit einer Nutzlast von 0,5 bis 2,5 Tonnen. Das Fahrgestell der Modelle mit 2,5 Tonnen Nutzlast kam vermutlich von Borgward. Für den Antrieb sorgte ein Hauptschlussmotor mit 8 kW Leistung. In den Fahrzeugen mit 800 kg Nutzlast, die als Pritschenwagen und Kastenwagen entstanden, wurde ein Hauptschlussmotor mit 3,5 kW verwendet. Die Ostner Fahrzeugfabrik lieferte Fahrgestelle und Karosserien. Nach Kriegsende entstanden bis 1946 noch einige Fahrzeuge aus vorhandenen Teilen. Außerdem fertigte das Unternehmen kleine Elektrokarren. Ebenso erfolgte im Kundenauftrag der Umbau von Fahrzeugen mit Ottomotor auf Elektromotor.
1940 begann die Fertigung einer Zugmaschine namens TF 5. Zwei Doppelkollektormotoren mit jeweils 5,5 kW Leistung waren im Heck des Fahrzeugs montiert. Versorgt wurden die Motoren von einer Batterie mit 80 Volt. Die Motoren übertrugen ihre Leistung ohne Getriebe über eine kurze Kardanwelle auf die Hinterachse. Bei einer Nutzlast von 6 Tonnen und einer Geschwindigkeit von 10 bis 12 km/h betrug die Reichweite 40 bis 50 km. Das Fahrzeug verfügte über ein geschlossenes Fahrerhaus. Abnehmer waren Brauereien, Speditions- und Industriebetriebe. Kriegsbedingt endete die Produktion noch 1940. Nach Ende des Zweiten Weltkriegs fertigte das Unternehmen aus vorhandenen Teilen noch einige Zugmaschinen.
Von 1945 bis 1949 stand auch der Elektrokarren EK 2000 im Sortiment. Ein Profilrahmen bildete das Fahrgestell. Der Gleichstrommotor leistete 3 kW bei 80 Volt Spannung. Die Batterie mit 200 Ah war in der Mitte des Fahrgestells montiert. Die Reichweite betrug in Abhängigkeit von der Belastung etwa 50 bis 60 km. Das Fahrzeug wog 1400 kg. Davon entfiel die Hälfte des Gewichts auf die Batterien.
Ferner stellte das Unternehmen Straßenbahnwagen und Aufbauten für Lastkraftwagen und Omnibusse her.